# Joseph Milbiller

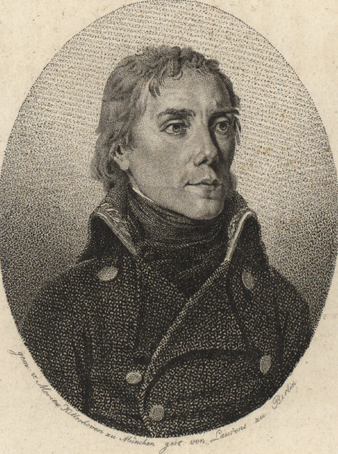
Joseph Milbiller

Joseph Milbiller (* 5. Oktober 1753 in München; † 28. Mai 1816 in Landshut) war ein deutscher Gelehrter, Hochschullehrer, Autor und Vertreter der katholischen Aufklärung.

## Leben
Milbiller absolvierte 1770 das Jesuitengymnasium München (heute Wilhelmsgymnasium München) und studierte ab 1772 an der Universität Ingolstadt Theologie und Jura. 1778 wurde er zum Priester geweiht. In den nächsten Jahren war er in München publizistisch tätig und veröffentlichte eine Reihe aufklärerischer Schriften. 1785 musste er im Zusammenhang mit den Illuminatenverfolgungen Bayern verlassen. Er bereiste daraufhin verschiedene Universitätsstädte und wandte sich in Halle, angeregt durch den Kirchenhistoriker Johann Salomo Semler, der Geschichtswissenschaft zu. Ein Jahr später wurde er in Passau als Professor der Schönen Wissenschaften und der Geschichte angestellt, jedoch 1794 wieder entlassen. Die nächsten Jahre verbrachte er in Wien, wo er seine historischen Forschungen fortsetzte. 1799 erfolgte seine Berufung als Professor für Geschichte an die Universität Ingolstadt (später Landshut), wo er sich neben der deutschen und europäischen Geschichte auch der Geographie und der Statistik widmete. 1808 ernannte ihn die Bayerische Akademie der Wissenschaften zum korrespondierenden Mitglied (Historische Klasse).

## Werke (Auswahl)
- Nachrichten von Klostersachen. o. O. 1777.
- Schlittenfahrt im Lande der Hinkenden. München 1777.
- Lesebuch für die Jugend von reiferem Alter. München 1778.
- Der Zuschauer in Baiern, eine Monathsschrift. 4 Jahrgänge. München 1779–1782 (zus. m. Karl Förg, Sebastian Rittershausen u. Ignatz Schmid).
- Münchner politische und gelehrte Zeitung München 1783–1785 (zus. m. Ignatz Schmid).
- Der katholische Volkslehrer, eine periodische Schrift für das unstudirte Publikum. 4 Ste. Nürnberg (Grattenauer) 1785.
- Sincerus, der Reformator. Frankfurt u. Leipzig 1787.
- Pragmatische Geschichte des Hildebrandismus, aus ächten und zuverläßlichen Quellen gezogen, und zur Beleuchtung aller finstern Gegenden in unserm teutschen Vaterlande aufgestellt von einem  katholischen Geistlichen. 2 Teile. Leipzig (Weygand) 1787.
- Skizze einer systematischen Geschichte des teutschen Reiches. Leipzig (Weygand) 1787.
- Legenden aus der Geschichte des Mittelalters und der neuern Zeiten. Leipzig 1796.
- Allgemeine Geschichte der berühmtesten Königreiche und Freistaaten in und ausserhalb Europa. o. O. 1797–1804.
- Geschichte der christlichen Religion und Kirche. 2 Bde. Zürich (Orell u. Geßner) 1792–1793.
- Geschichte Teutschlands im achtzehnten Jahrhundert, ein Nachtrag zu Risbeks Geschichte der Teutschen. 2 Teile. Zürich (Orell u. Geßner) 1795.
- Kurzgefaßte Geschichte von Baiern zum Gebrauche beim Unterricht in den königl. baierischen Gymnasien. München (Lindauer) 1806 (Digitalisat).
- Handbuch der Statistik der Europäischen Staaten. 2 Bde. Landshut (Krüll) 1811.